# Eckhardt Schultz
Eckhardt Schultz (født 12. december 1964 i Wolfsburg, Vesttyskland) er en tysk tidligere roer og olympisk guldvinder.
Schultz roede otter og blev i denne vesttysk mester i 1986 og 1987; i begge disse år blev båden nummer seks ved VM. Vesttyskerne var derfor ikke blandt de største favoritter ved OL 1988 i Seoul, men overraskede i indledende runde ved at vinde deres heat med mere end halvandet sekunds forspring til de øvrige deltagere. I finalen tog de hurtigt føringen og gav aldrig slip på den igen. I mål var de næsten to sekunder foran de øvrige deltagere, hvor Sovjetunionen akkurat sikrede sig sølvet foran USA. De øvrige i den vesttyske vinderbåd var Ansgar Wessling, Bahne Rabe, Wolfgang Maennig, Matthias Mellinghaus, Thomas Möllenkamp, Thomas Domian, Armin Eichholz og styrmand Manfred Klein.
I sit civile liv blev Schultz regnskabschef i Landesentwicklungsgesellschaft NRW, et stort realkreditselskab i Tyskland.

## OL-medaljer
- 1988:  Guld i otter